# Parteienfinanzierung in den Niederlanden
Die Parteienfinanzierung in den Niederlanden speist sich aus staatlichen wie aus privaten Quellen. Nach dem Gesetz über die finanzielle Unterstützung von Parteien erhält eine Partei neben einem Grundbetrag Geld abhängig von der Zahl der Parlamentssitze und der Mitgliederzahl. Im Vergleich zu anderen Ländern erhalten die Parteien relativ wenig Geld vom Staat.

## Eigene Mittel
Traditionell haben sich niederländische Parteien fast ausschließlich aus den Mitgliedsbeiträgen finanziert. Das hat sich etwa in den 1960er-Jahren geändert: Mit dem Rückgang der Verzuiling, der Trennung der Gesellschaft nach Weltanschauungen, nahm auch die Anzahl der Parteimitglieder ab. Allerdings machen die Mitgliedsbeiträge noch immer etwa die Hälfte der Einnahmen bei einer niederländischen Partei aus, sonst ist das in Europa meist nur ein Viertel. Eine Ausnahme bildet die Socialistische Partij, bei der die Hälfte der Einnahmen von der „Parteisteuer“ kommt.
Als Parteisteuer oder Gehaltsabgabe (partijbelasting bzw. salarisafdracht) bezeichnet man es, wenn Volksvertreter der Partei eine Abgabe an die Parteikasse leisten müssen. Gängig sind etwa zehn Prozent der Einkünfte eines Volksvertreters in Parlament, Provinzparlament oder Gemeinderat. Rechtsliberale und Christdemokraten verlangen offiziell keine Abgabe, bei ihnen macht die Parteisteuer nur ein oder wenige Prozent der Gesamteinnahmen aus. Das andere Extrem ist die erwähnte SP, deren Volksvertreter alle Einkünfte abgeben müssen. Dafür erhalten sie ein bescheidenes Gehalt von der Partei.

## Spenden
Spenden an eine Partei oder Sponsoring von Dritten werden skeptisch gesehen, weil Interessenkonflikte vermutet werden. Seit 1999 muss eine Spende über 4537,80 Euro (= ehemals 10.000 NLG), die nicht von einer natürlichen Person kommt, bekannt gemacht werden. Es gibt aber keine Strafe, wenn dies nicht passiert. Rechtsliberale und Christdemokraten lassen zum Beispiel Parteikongresse und Schulungen von Firmen sponsern. Man darf unbegrenzt viel spenden. Steuerlich absetzbar ist die Spende aber nur, wenn die Partei gesondert als gemeinnützig anerkannt ist.
Der Politikwissenschafter Gerrit Voerman kritisierte im März 2011, dass die Spende einer Rechtsperson zwar bekannt gemacht werden muss, dass der Spender selbst aber anonym bleiben kann. Es reicht eine Umschreibung, aus welcher Branche die Spende kommt. Nicht einmal dies gilt für Spenden von Privatpersonen. Voermann wünscht sich eine niedrigere Schwelle von etwa tausend Euro, die Pflicht zur Namensnennung und keinen Unterschied mehr zwischen Privat- und Rechtspersonen. Der Wähler solle wissen, woher eine Partei ihre finanziellen Mittel hat.
Ende Dezember 2009 berichtete das Politmagazin NOVA, dass die rechtsliberale VVD jährlich 463.954 Euro Spenden einnimmt. Auf dem zweiten Platz steht unerwartet GroenLinks, und auch die Tierschutzpartei Partij voor de Dieren erhält mit 84.769 Euro recht viel Geld für eine kleinere Partei. Die größte Mitgliederpartei des Landes, der CDA, bekommt nur 80.884 Euro, die sozialdemokratische PvdA 115.491 Euro. Die übrigen Parteien liegen unter jeweils 50.000 Euro.

## Staatliche Unterstützung
Seit 1971 unterstützt der Staat Schulungen und Jugendorganisationen der Parteien, seit 1999 auch Parteien selbst. Unterstützung gibt es nur für Parteien, die mindestens tausend Mitglieder haben (volle Stimmrechte, mindestens 12 Euro Jahresbeitrag). Außerdem müssen sie mit mindestens einem Mandat in einer der beiden Parlamentskammern vertreten sein.
Nach Schätzung des Europa-Rates sind die Unterstützungszahlungen für die Parteien sehr wichtig. In einem Wahljahr wie 2006 machen diese, jedenfalls bei den meisten Parteien, etwa 30 bis 40 Prozent der Einnahmen aus, außerhalb eines Wahljahres (beispielsweise 2005) 40 bis 60 Prozent.
Eine Partei kann im Jahr bis zu 176.580 Euro vom Staat erhalten, die sie nach Belieben für die im Gesetz bestimmten Ziele ausgeben darf (zum Beispiel politische Information, Mitgliederwerbung, Trainings, Wahlkämpfe). Dazu kommt ein Betrag pro Parlamentssitz, im Jahr 2006 ging es um 51.217 Euro pro Sitz pro Jahr. Drittens erhält die Partei einen Betrag pro beitragszahlendem Mitglied. Dieser Betrag wird errechnet, indem man eine Gesamtsumme für alle Parteien von 1.933.455 Euro durch die Gesamtzahl aller Mitglieder aller Parteien teilt. Ferner kann eine Partei ein wissenschaftliches Institut sowie eine Jugendorganisation (mindestens hundert Mitglieder zwischen 14 und 27 Jahren, mindestens fünf Euro Jahresbeitrag) als Begünstigte weiterer Unterstützung eintragen lassen, und hinzu kommt kostenlose Sendezeit für Parteien, die im Parlament vertreten sind und in allen Wahlkreisen antreten. Fraktionen in Volksvertretungen erhalten finanzielle Unterstützung für Personal usw. entsprechend den Regeln der Volksvertretungen.
Im Jahr 2006 erhielt die christlich-demokratische Partei CDA am meisten Unterstützung, und zwar 3.761.816 Euro (davon 684.889 Euro für das wissenschaftliche Institut und 205.540 Euro für die Jugendorganisation). Bei der zweitgrößten Partei, der sozialdemokratischen Partij van de Arbeid, waren es insgesamt 3.667.250 Euro. Die junge Tierschutzpartei Partij voor de Dieren, die zwei Abgeordnete in der Zweiten Kammer hat, erhielt 26.373 Euro. Insgesamt haben elf Parteien zusammen rund fünfzehn Millionen Euro erhalten.
Wenn eine Partei diskriminiert, kann die Unterstützung versagt werden. 2010 verlor die radikalcalvinistische SGP die Unterstützung, weil sie Frauen nicht als vollwertige Mitglieder erlaubt.

## Reform der Finanzierung
Ein Bericht des Europa-Rates von 2008 meint, die Gesprächspartner im Lande hielten die Gefahr einer fragwürdigen Parteienfinanzierung für gering, denn die Wirtschaft habe wenig Interesse daran, Parteien Geld zu geben. Schließlich sei es bei Koalitionsregierungen für eine einzelne Partei schwierig, die Wünsche der Spender zu verwirklichen. Andere Arten, auf eine Partei Einfluss zu üben, seien einfacher und gängiger. „Es gibt tatsächlich wenig und selten Skandale mit Bezug auf Praktiken in der Finanzierung von Parteien. Freilich wäre es, wie auf der Stelle zugegeben wird, momentan im heutigen Rahmen der Gesetze sehr schwierig, fragwürdige Finanzierungspraktiken ans Licht zu bringen.“
Dass ein Regelwerk großteils fehlt, liege an der niederländischen Tradition der Meinungsfreiheit und des Rechtes auf die Privatsphäre. Allerdings werde die besondere Rolle der politischen Parteien in einer Demokratie in den letzten Jahren verstärkt anerkannt. Problematisch sei, dass die Verpflichtungen aus dem Gesetz über die Parteienunterstützung eben nur für jene Parteien gelten, die diese Unterstützung erhalten. Wer kein Geld vom Staat erhält, etwa weil seine Partei (wie die Partij voor de Vrijheid) keine oder zu wenige Mitglieder hat, der muss über die Herkunft seiner Mittel keine Auskunft erteilen. Der Europa-Rat sieht daher Vorteile in den diesbezüglichen Änderungen, die das geplante neue Gesetz zur Finanzierung politischer Parteien mit sich bringen werde.

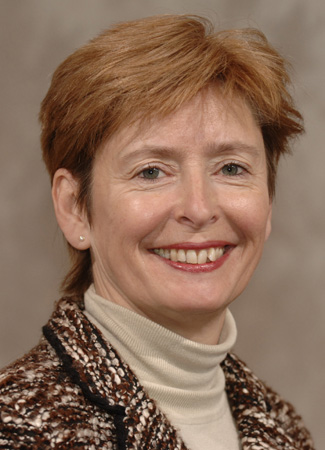
Guusje ter Horst, PvdA, 2009 noch Innenministerin.

Wie im November 2009 bekannt wurde, sollen dem Gesetzesentwurf zufolge Einzelpersonen nur noch maximal 50.000 Euro einer Partei spenden dürfen. Ab 4.537,80 Euro muss der Spender veröffentlicht werden. Democraten 66 und GroenLinks hätten sich gerne strengere Regeln gewünscht in dem Sinn, dass auch Geldtransfers zwischen Partei und Umfeldorganisationen veröffentlicht werden müssen.
Die rechtspopulistische Partij voor de Vrijheid ist strikt gegen das Nennen von Spendern und befürchtet einen Rückgang an Spenden. Ihr Parlamentsmitglied Hero Brinkman kommentierte: „Ob Trude vom dritten Stock nach hinten raus uns fünftausend Euro schenken will, das geht Sie einen Scheißdreck an.“ Die sozialdemokratische Innenministerin Guusje ter Horst hat im Gesetzentwurf die Untergrenze von tausend Mitgliedern abgeschafft, ab der eine Partei überhaupt erst Unterstützung erhalten kann. Allerdings wird ein beträchtlicher Teil der Unterstützung immer noch von der Mitgliederzahl abhängen.
Politikwissenschaftler Gerrit Voerman verweist darauf, dass die Neuregelung schon viele Jahre diskutiert werde. Als Hemmnis für den Abschluss sieht er die PVV an. Die etablierten Parteien wollen seiner Vermutung nach den Eindruck vermeiden, dass die Neuregelung ihnen selbst zugute komme und sie die PVV treffen wollten. Das würde sie für Kritik von rechtspopulistischer Seite angreifbar machen.

## Belege
1. ↑  Parlement.com, unter Partijen/Partijvorming/Partijenfinanciering, Abruf am 1. Juli 2012.
2. ↑  Parlement.com, unter Partijen/Partijvorming/Partijenfinanciering, Abruf am 1. Juli 2012.
3. ↑  Parlement.com, unter Partijen/Partijvorming/Partijenfinanciering, Abruf am 1. Juli 2012.
4. ↑  Groupe d’Etats contre la corruption / Group of States against corruption [des Europa-Rates]: Evaluatierapport over Nederland inzake 'Transparantie in de financiering van politieke partijen' (Thema II), Straßburg, 13. Juni 2008, Link über Novatv.nl (Memento des Originals vom 2. April 2015 im Internet Archive)  Info: Der Archivlink wurde automatisch eingesetzt und noch nicht geprüft. Bitte prüfe Original- und Archivlink gemäß Anleitung und entferne dann diesen Hinweis., S. 11.
5. ↑  'Ook subsidie voor partij-zonder-leden', Abruf am 28. März 2011.
6. ↑  NOVA: CDA ontvangt meeste donaties (Memento des Originals vom 30. Dezember 2015 im Internet Archive)  Info: Der Archivlink wurde automatisch eingesetzt und noch nicht geprüft. Bitte prüfe Original- und Archivlink gemäß Anleitung und entferne dann diesen Hinweis. (korrigierte Version), zuletzt gesehen am 14. Dezember 2009.
7. ↑  Parlement.com, unter Partijen/Partijvorming/Partijenfinanciering, Abruf am 1. Juli 2012.
8. ↑  Groupe d’Etats contre la corruption / Group of States against corruption [des Europa-Rates]: Evaluatierapport over Nederland inzake 'Transparantie in de financiering van politieke partijen' (Thema II), Straßburg, 13. Juni 2008, Link über Novatv.nl (Memento des Originals vom 2. April 2015 im Internet Archive)  Info: Der Archivlink wurde automatisch eingesetzt und noch nicht geprüft. Bitte prüfe Original- und Archivlink gemäß Anleitung und entferne dann diesen Hinweis., S. 8.
9. ↑  Groupe d’Etats contre la corruption / Group of States against corruption [des Europa-Rates]: Evaluatierapport over Nederland inzake 'Transparantie in de financiering van politieke partijen' (Thema II), Straßburg, 13. Juni 2008, Link über Novatv.nl (Memento des Originals vom 2. April 2015 im Internet Archive)  Info: Der Archivlink wurde automatisch eingesetzt und noch nicht geprüft. Bitte prüfe Original- und Archivlink gemäß Anleitung und entferne dann diesen Hinweis., S. 21.
10. ↑  Groupe d’Etats contre la corruption / Group of States against corruption [des Europa-Rates]: Evaluatierapport over Nederland inzake 'Transparantie in de financiering van politieke partijen' (Thema II), Straßburg, 13. Juni 2008, Link über Novatv.nl (Memento des Originals vom 2. April 2015 im Internet Archive)  Info: Der Archivlink wurde automatisch eingesetzt und noch nicht geprüft. Bitte prüfe Original- und Archivlink gemäß Anleitung und entferne dann diesen Hinweis., S. 8–11.
11. ↑  Groupe d’Etats contre la corruption / Group of States against corruption [des Europa-Rates]: Evaluatierapport over Nederland inzake 'Transparantie in de financiering van politieke partijen' (Thema II), Straßburg, 13. Juni 2008, Link über Novatv.nl (Memento des Originals vom 2. April 2015 im Internet Archive)  Info: Der Archivlink wurde automatisch eingesetzt und noch nicht geprüft. Bitte prüfe Original- und Archivlink gemäß Anleitung und entferne dann diesen Hinweis., S. 10/11.
12. ↑  Parlement.com, Abruf am 1. Juli 2012.
13. ↑  Groupe d’Etats contre la corruption / Group of States against corruption [des Europa-Rates]: Evaluatierapport over Nederland inzake 'Transparantie in de financiering van politieke partijen' (Thema II), Straßburg, 13. Juni 2008, Link über Novatv.nl (Memento des Originals vom 2. April 2015 im Internet Archive)  Info: Der Archivlink wurde automatisch eingesetzt und noch nicht geprüft. Bitte prüfe Original- und Archivlink gemäß Anleitung und entferne dann diesen Hinweis., S. 20.
14. ↑  Groupe d’Etats contre la corruption / Group of States against corruption [des Europa-Rates]: Evaluatierapport over Nederland inzake 'Transparantie in de financiering van politieke partijen' (Thema II), Straßburg, 13. Juni 2008, Link über Novatv.nl (Memento des Originals vom 2. April 2015 im Internet Archive)  Info: Der Archivlink wurde automatisch eingesetzt und noch nicht geprüft. Bitte prüfe Original- und Archivlink gemäß Anleitung und entferne dann diesen Hinweis., S. 22.
15. ↑  NRC: Ter Horst: partijen moeten grotere giften openbaar maken, zuletzt gesehen am 14. Dezember 2009.
16. ↑  NRC: Ter Horst: partijen moeten grotere giften openbaar maken, zuletzt gesehen am 14. Dezember 2009. Originalzitat: „Of Truus van drie hoog achter ons vijfduizend euro wil schenken, gaat u geen bal aan.“ Das Wort bal bezieht sich auf den menschlichen Hoden.
17. ↑  'Ook subsidie voor partij-zonder-leden', Abruf am 28. März 2011.